# ليف أوف أندسنس
ليف أوف أندسنس بالإنجليزية Leif Ove Andsnes (و. 7 أبريل 1970) عازف بيانو نرويجي.
درس في كونسرفتوار بيرجين وظهر أول مرة في أوسلو عام 1987. عام 1989 ظهر في أمريكا أول مرة حيث أدى في نيويورك وواشنطن العاصمة والعام التالي ظهر كعازف منفرد مع أوركسترا كليفلاند باسم نيم جارفي. مشواره الفني شن في الدائرة باستقباله لجائزة جيلمور عام 1998 وهو تكريم محترم وحكم عليه بشناط في عالم البيانو مع مبلغ 300 ألف دولار وهي أكبر جائزة في الموسيقى. بما أنه جمد مكانه في الدرجة العليا الدولى للفنانين خلال الارتباطات السنوية مع أوركسترات العالم الرائدة وحفلات الرسيتال في قاعة كارنيجي والقاعات الأخرى الكبرى ومع سلسلة مع ا لتسجيلات الشهيرة لشركة إف إم إي حتى الآن تشمل تسجيلات لسوناتات لهايدن وشوبان ولكونشرتات لبرامز وشوستاكوفتش وبريتن وموتسارت. ولاقى إعجاب بشكل خاص لتناولة أعمال ليناتشيك ولمؤلفين إسكاندينافيين بما فيهم جريج ونيلسن. ويعد أندسنس مايسترو فنان في مهرجان ديزور لموسيقى الحجرة في النرويج حيث يقدم سنويا ويتعاون مع زملاء مثل ماكسيم فينجروف وجيدون كريمر وإيان بوستريدج وسجل مع بوستريدج أيضا أعمال مختارة من أغاني الليد لشوبرت و«أغاني الشتاء». حصل أندسنس على وسام سانت أولاف النرويجي الملكي عام 2002 وأصبح عام 2004 اصغر فنان يظهر في سلسلة عروض في قاعة كارنيجي.

## وصلات خارجية
- ليف أوف أندسنس على موقع IMDb (الإنجليزية)
- ليف أوف أندسنس على موقع الموسوعة البريطانية (الإنجليزية)
- ليف أوف أندسنس على موقع ميوزك برينز (الإنجليزية)
- ليف أوف أندسنس على موقع أول ميوزيك (الإنجليزية)
- ليف أوف أندسنس على موقع ديسكوغز (الإنجليزية)
- ليف أوف أندسنس على موقع قاعدة بيانات الفيلم (الإنجليزية)

1. ↑  MusicBrainz (بالإنجليزية), MetaBrainz Foundation, QID:Q14005
2. ↑  NPR Encylopedia of Classical Music